# 教育大学新聞
教育大学新聞（きょういくだいがくしんぶん）は、1949年から1973年まで約24年間、東京教育大学において学生サークル「東京教育大学新聞会」が発行していた学生新聞である。

## 概要
印刷費および経費を、広告収入と購読収入でまかない、毎月10日・25日発行の半月刊であった。
1930年（昭和5年）10月30日に東京教育大学の前身の旧制東京文理科大学において『大塚学友会々報』として創刊し、1939年（昭和14年）に『文理科大学新聞』に改題された。さらに、1949年（昭和24年）の新制大学発足に伴い同年6月1日に「東京教育大学」が発足し、6月11日に入学式が行われたため、同年7月に『教育大学新聞』に改題。このため、『教育大学新聞』の第1号は、前身の『文理科大学新聞』の発行号数を引き継ぎ、181号として発行された。1973年4月10日号（通巻551号）で終刊。1978年（昭和53年）に縮刷版が発行されており、ごく一部の欠落以外は読むことができる。
なお、『教育大学新聞』への改題時には「教育大学」の名称をもつ大学は東京教育大学だけであったため、他の大学の学生新聞と混同される恐れはなかった。しかし、その後、小学校・中学校の教員養成を担う「教育大学」として、1965年に東北大学教育学部から分離独立した宮城教育大学が誕生。1966年～1967年には6つの学芸大学が教育大学に改称。1980年前後には3つの教育大学（上越、兵庫、鳴門）が新設されている。同様に全国各地の学芸学部も1960年代後半に教育学部に改称した。

## 沿革
- 1930年（昭和5年）10月30日 - 『大塚学友会々報』として創刊
- 1939年（昭和14年） - 『文理科大学新聞』に改題
- 1949年（昭和24年）7月 - 『教育大学新聞』に改題
- 19??年 - 全学新（全日本学生新聞連盟）の書記局校となる（～1967年11月）
- 1971年（昭和46年）3月 - 弱体化していた会運営の主導権を革マル派が握り、他の会員は脱退
- 1973年（昭和48年）4月 - 最終号（通巻551号）が発行される
- 1978年（昭和53年）3月 - 『文理科大学新聞・教育大学新聞　縮刷版』が出版される